# بيوضية

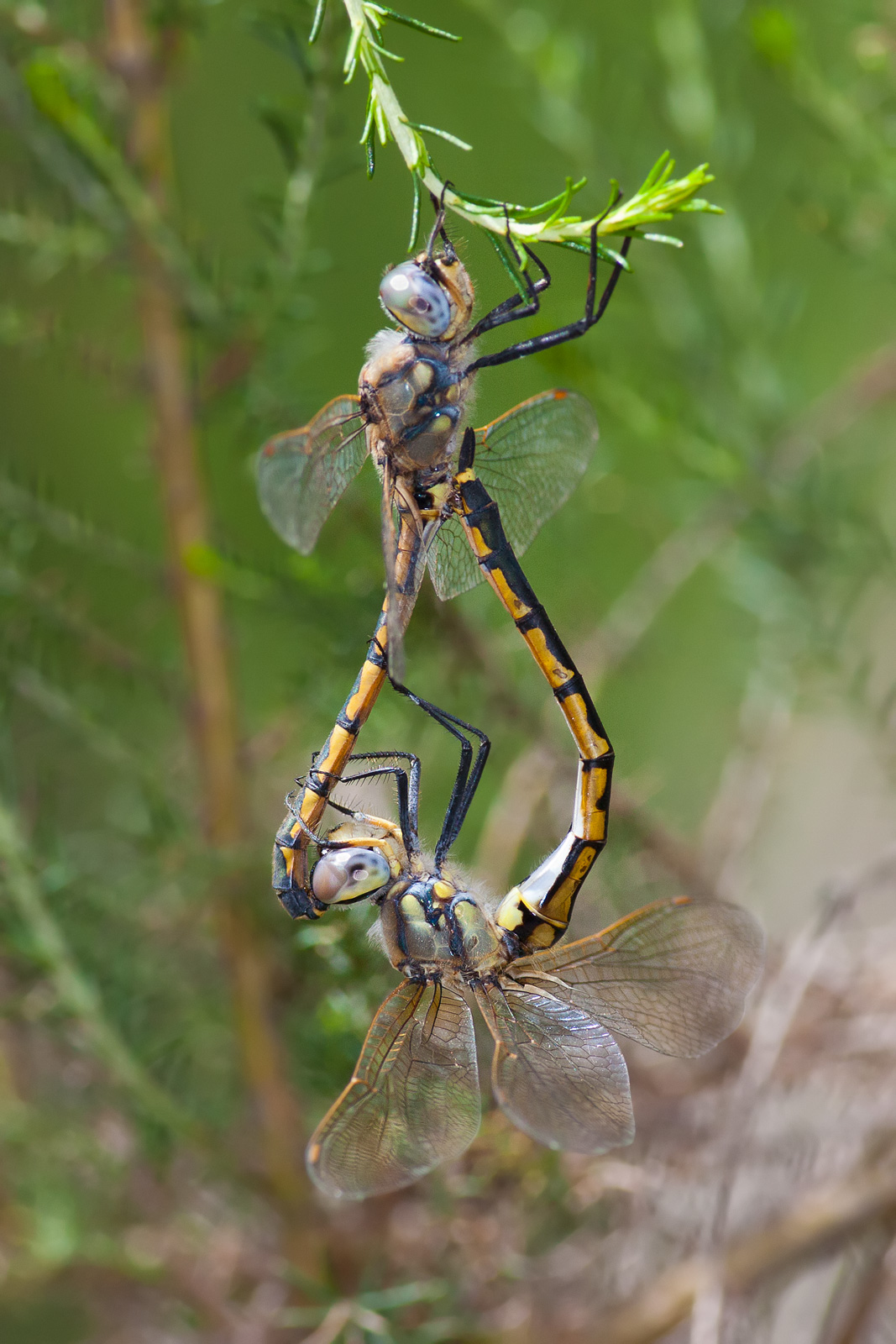
تزاوج اليعسوب. حيث يتم لاحقاً وضع البيض المُخصب على النباتات أو بالقرب من المياه.

البيوضية أو السَّروء (بالإنجليزية: Ovoviviparity)‏، هو نمط تكاثر في الحيوانات حيث تضع الأمهات البالغات البيض المخصب محفوظاً في الغشاء في قاع البحر أو في اليابسة. ويفقس البيض في وقت لاحق لإنتاج الصغار. حيث أن عمليات تطوّر الجينات تحدث في بطن الأم. ويستخدم هذا الأسلوب التناسلي الكثير من الأسماك والطيور والزواحف والبرمائيات.